# Љ
Љ (Љ, љ) – 14. litera serbskiej oraz 15. macedońskiej cyrylicy. Jej łacińskim odpowiednikiem jest Lj.
Oznacza palatalizowany dźwięk bliski miękkiemu [l']. Jest ligaturą liter: Л i Ь. Litera ta została wprowadzona do języka serbskiego przez Vuka Karadžicia w 1814 roku. W alfabecie macedońskim pojawiła się w dniu 4 grudnia 1944 roku skutkiem głosowania komisji filologicznej.

## Kodowanie
| Znak                   | Љ                           | Љ                           | љ                         | љ                         |
| ---------------------- | --------------------------- | --------------------------- | ------------------------- | ------------------------- |
| Nazwa w Unikodzie      | Cyrillic Capital Letter Lje | Cyrillic Capital Letter Lje | Cyrillic Small Letter Lje | Cyrillic Small Letter Lje |
| Kodowanie              | dziesiątkowo                | szesnastkowo                | dziesiątkowo              | szesnastkowo              |
| Unicode                | 1033                        | U+0409                      | 1113                      | U+0459                    |
| UTF-8                  | 208 137                     | d0 89                       | 209 153                   | d1 99                     |
| Odwołania znakowe SGML | &#1033;                     | &#x0409;                    | &#1113;                   | &#x0459;                  |
| Macintosh Cyrillic     | 188                         | BC                          | 189                       | BD                        |
| ISO 8859-5             | 169                         | A9                          | 249                       | F9                        |
| Windows-1251           | 138                         | 8A                          | 154                       | 9A                        |
| Code page 855          | 145                         | 91                          | 144                       | 90                        |